# Kunda, Estonia
Kunda este un oraș (linn) în Județul Lääne-Viru, Estonia.

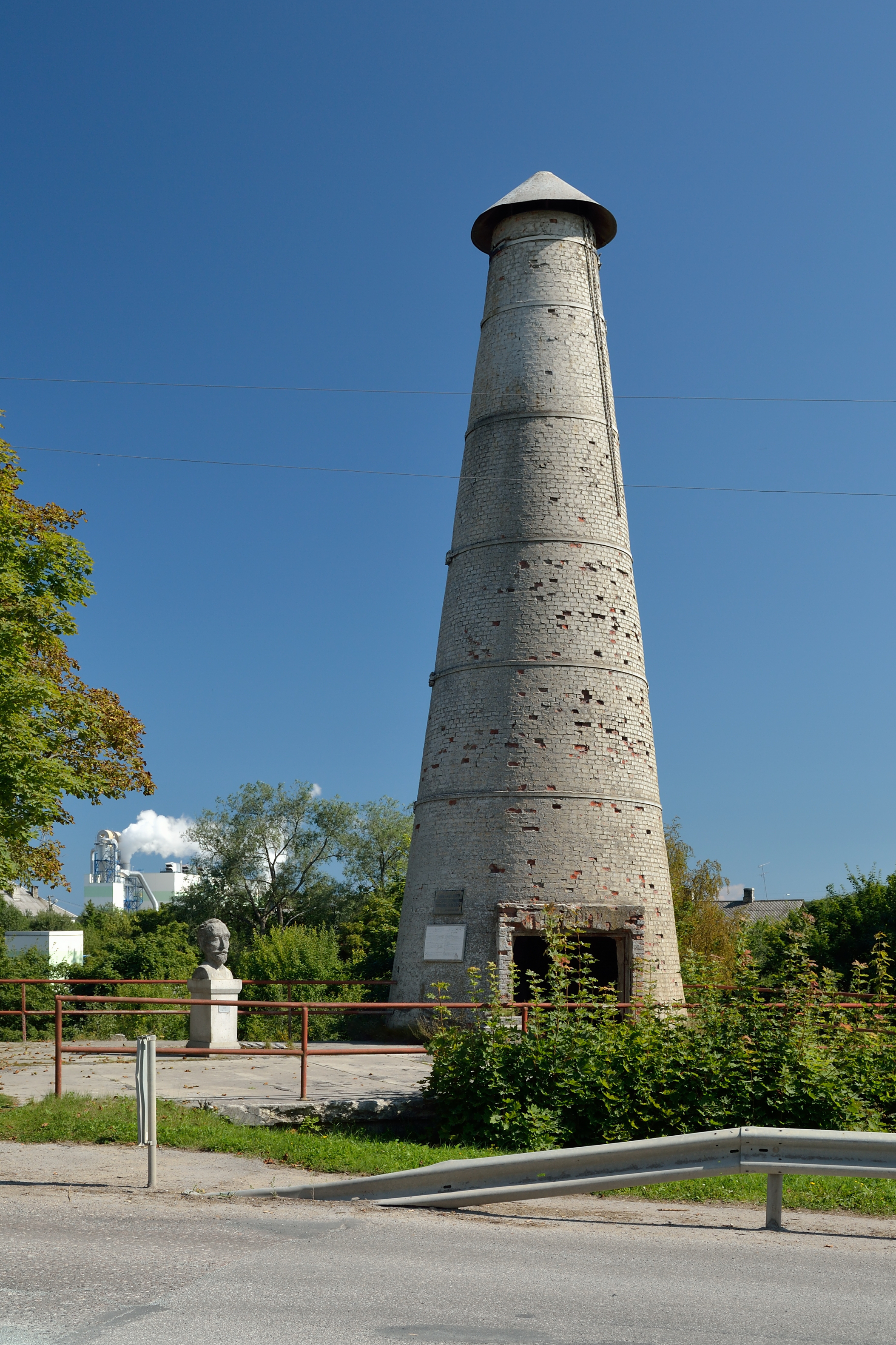
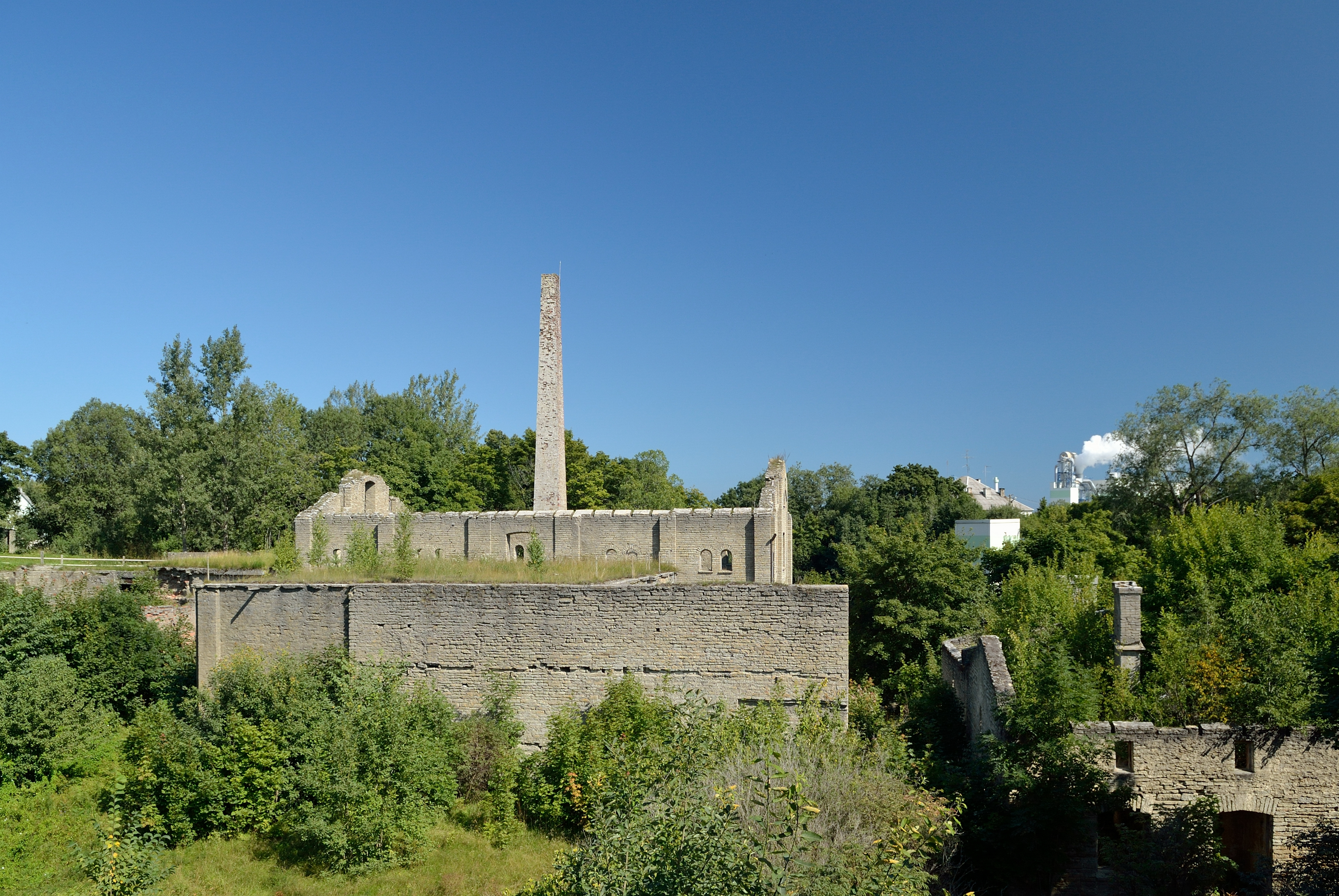
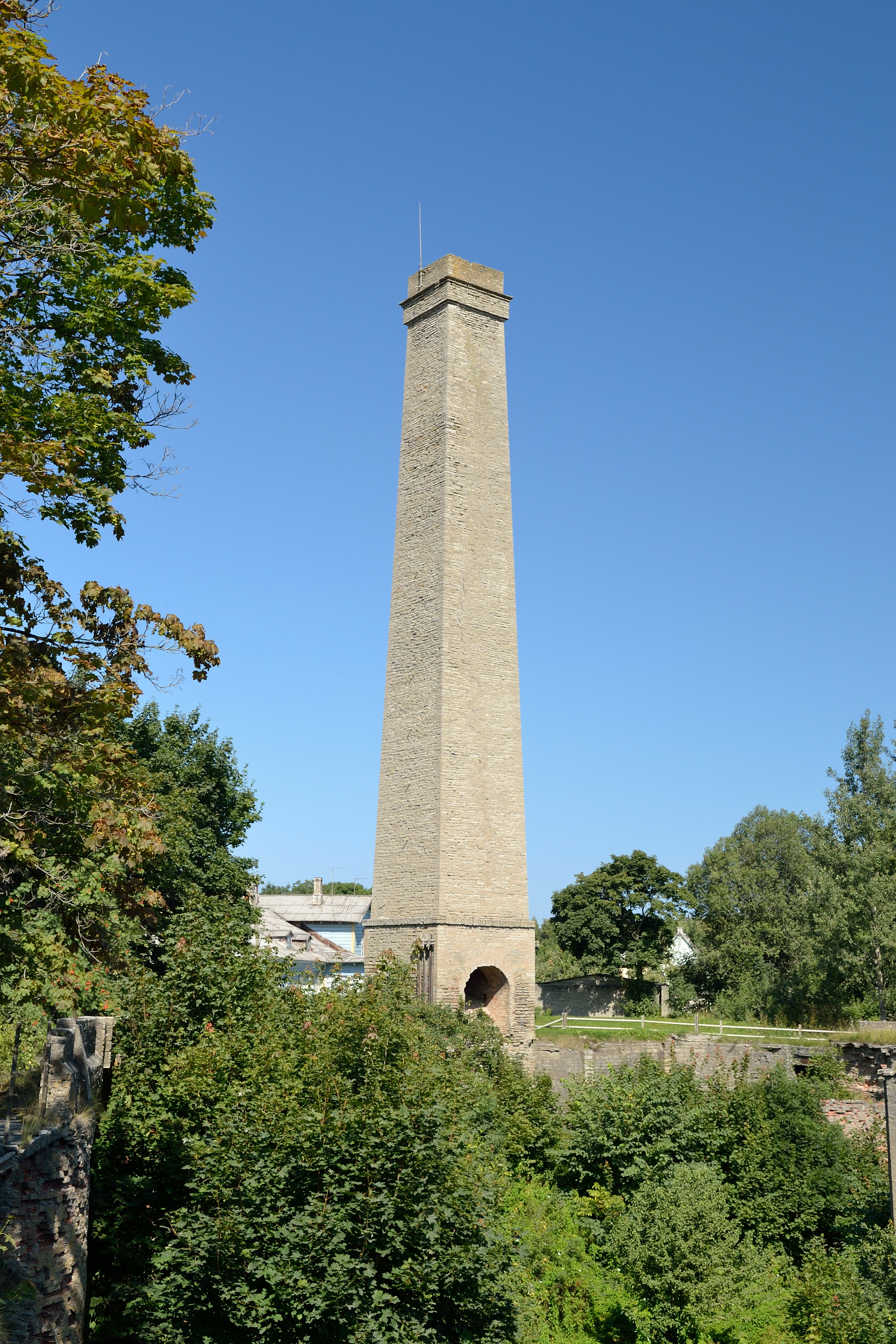

1. ↑  Maakatastri statistika (în estonă), Consiliul Funciar Eston[*], accesat în 17 octombrie 2018